# Changeling: The Dreaming
Changeling: The Dreaming (deutscher Titel Wechselbalg: Der Traum) ist ein Pen-&-Paper-Rollenspiel in das in der fiktiven Spielwelt Welt der Dunkelheit (World of Darkness) angesiedelt ist. Die Reihe erschien beim US-amerikanischen Verlag White Wolf. Von Feder und Schwert wurden aber nur das Grundbuch und ein Abenteuer als Übersetzung veröffentlicht sowie ein eigener Band über Deutschland verlegt.
Das Spiel entstammt der „Classic World of Darkness“ und behandelt den Mythos von Feen bzw. Wechselbälgern. Innerhalb der „neuen World of Darkness“ behandelt das Spiel Changeling: The Lost ein vergleichbares Thema.

## Hintergrund in der Spielwelt
Mit der Ausbreitung von Wissenschaft, rationalem Denken und damit einhergehend der Abkehr vom Glaube an Magie wurde das Leben in der Welt für die Feen zunehmend schwerer. Dieses Phänomen wird Banalität genannt. Einige Feen verließen die Welt ganz um sich nach Arkadien zurückzuziehen, eine mystische Heimatwelt. Andere Feen entschieden sich den Weg des Wechselbalgs zu beschreiten und sorgten dafür, dass ihre Feenseele in menschlichen Körpern wieder geboren wurden.

Solch ein Wechselbalg, ein Mensch mit einer Feenseele, wird sich dieser Feenseele durch eine Epiphanie bewusst, die gewöhnlich in den Kindertagen erfolgt. Ab diesem Zeitpunkt lebt die Person als Wechselbalg in zwei Welten – der „normalen“ Realität und dem Traum.

Für den Wechselbalg sind demnach bestimmte für normale Menschen unsichtbare Begebenheiten faktisch real und er muss sich diesen stellen. Ein im Regelwerk gegebenes Beispiel für diese Situation ist der Kampf gegen ein im Traum reales Wesen, eine Schimäre, wie z. B. Drachen, der auf einem Parkplatz stattfindet. Für normale Menschen würde dies aussehen wie spielende Personen, die auf ein unsichtbares Wesen reagieren, für Personen, die sich des Traumes bewusst sind, jedoch wäre sowohl die Feenseelen der Wechselbälger als auch der schimärische Drache real wahrzunehmen.
Das Grundbuch beschreibt neben den Unterschieden der Wechselbälger zu normalen Menschen auch deren feudales Gesellschaftssystem.

### Romane
Zu der Abenteuer-Serie Immortal Eyes entstanden auch drei Romane, die nicht in deutscher Sprache verfügbar sind
- Immortal Eyes Trilogy, Book 1: The Toybox (11401) (ISBN 1-56504-180-1)
- Immortal Eyes Trilogy, Book 2: Shadows on the Hill (11402) (ISBN 1-56504-861-X)
- Immortal Eyes Trilogy, Book 3: Court of All Kings (11403) (ISBN 1-56504-862-8)

### Anthologien
Folgende Kurzgeschichtensammlungen wurden veröffentlicht, jedoch nicht ins Deutsche übersetzt
- Splendour Falls (11400) (ISBN 1-56504-863-6)

### Spielregeln
Hier sind nur die Bücher aufgeführt, die ins Deutsche übertragen wurden. Für eine komplette Liste der englischen Bücher siehe List of Changeling: The Dreaming books in der englischen Wikipedia.
| Deutsch (Feder & Schwert)                                 | Deutsch (Feder & Schwert) | Deutsch (Feder & Schwert) | Englisch (White Wolf)                                               | Englisch (White Wolf) | Englisch (White Wolf) |
| Name                                                      | Jahr                      | ISBN                      | Name                                                                | Jahr                  | ISBN                  |
| --------------------------------------------------------- | ------------------------- | ------------------------- | ------------------------------------------------------------------- | --------------------- | --------------------- |
| Wechselbalg, Der Traum                                    | 1995                      | ISBN 3-931612-12-0        | Changeling: The Dreaming (1st Edition) (WW7000)                     | 1995                  | ISBN 1-56504-700-1    |
| Geheimnisse des Erzählers, m. Sichtschirm                 | 1996                      | ISBN 3-931612-13-9        | Book of Storyteller Secrets/Changeling Storytellers Screen (WW7001) | 1997                  | ISBN 1-56504-702-8    |
| Augen der Unsterblichkeit, Tl.1, Die Spielzeugkiste       | 1996                      | ISBN 3-931612-23-6        | Immortal Eyes 1: The Toybox (WW7200)                                | 1995                  | ISBN 1-56504-703-6    |
| Augen der Unsterblichkeit, Tl.2, Schatten über den Hügeln | 1999                      | ISBN 3-931612-32-5        | Immortal Eyes 2: Shadows on the Hill (WW7201)                       | 1996                  | ISBN 1-56504-861-X    |
| Augen der Unsterblichkeit, Tl.3, Allerkönigshof           | 2000                      | ISBN 3-931612-41-4        | Immortal Eyes 3: Court of all Kings (WW7202)                        | 1997                  | ISBN 1-56504-713-3    |
| Trolle, Träumer, tiefe Wälder                             | 2000                      | ISBN 3-931612-88-0        | -                                                                   | -                     | -                     |

- Trolle, Träumer, tiefe Wälder ist ein Produkt von Feder & Schwert und hat kein englisches Original.
- Wechselbalg, Der Traum beinhaltet Artwork und Inhalte, die nicht im Original enthalten sind.